# Cosmarium nymannianum
Cosmarium nymannianum là một loài Song tinh tảo trong họ Desmidiaceae, thuộc chi Cosmarium.